# Kelly Sildaruová
Kelly Sildaruová (* 17. února 2002 Tallinn) je estonská akrobatická lyžařka. Věnuje se disciplínám slopestyle, U-rampa a big air. Trénuje ji její otec Tõnis Sildaru. Byla zvolena estonskou sportovkyní roku 2019.
Již ve třinácti letech zvítězila na zimních X Games ve slopestylu. Celkově má z X Games pět zlatých, dvě stříbrné a jednu bronzovou medaili. Je šestinásobnou juniorskou mistryní světa (slopestyle 2017, 2018 a 2019, halfpipe 2017 a 2018 a big air 2019). Třikrát vyhrála Dew Tour (2015, 2016 a 2018). Na Zimních olympijských hrách 2018 nestartovala vinou zranění. V závodech Světového poháru získala tři první, dvě druhá a jedno třetí místo. Na mistrovství světa v akrobatickém lyžování a snowboardingu 2019 získala titul na U-rampě. Ze Zimních olympijských her mládeže 2020 má zlatou medaili ve slopestylu.